# Kuzu
Kuzu (cu sensul de Mielul) este un film germano-turcesc dramatic din 2014. Este regizat și scris de Kutluğ Ataman, cu actorii Nesrin Javadzadeh și Güven Kıraç în rolurile principale. Titlul de lucru al filmului a fost Güneye Bakan Duvar. Filmul a avut premiera în secțiunea Panorama a celei de-a 64-a ediții a Festivalului Internațional de Film de la Berlin.

## Distribuție
- Nesrin Javadzadeh ca Medine
- Güven Kıraç ca Muhtar
- Serif Sezer ca Leyla
- Taner Birsel ca Adnan Bey
- Nursel Köse ca Safiye

## Legături externe
- The Lamb la Internet Movie Database
- „Ataman's 'Kuzu' goes home with top prize at Golden Oranges”. Hürriyet Daily News. 19 octombrie 2014. Arhivat din original la 26 martie 2018.